# Lasiochlamys huerlimannii
Lasiochlamys huerlimannii är en videväxtart som först beskrevs av André Guillaumin, och fick sitt nu gällande namn av Herman Otto Sleumer. Lasiochlamys huerlimannii ingår i släktet Lasiochlamys och familjen videväxter. Inga underarter finns listade i Catalogue of Life.